# Radvanice (hrad)
Radvanice jsou zaniklý hrad v poloze Zámecký vrch nebo U Starého zámku na bočním hřebeni Jestřebích hor, asi 1,5 kilometru jihozápadně od Radvanic v okrese Trutnov v Královéhradeckém kraji. Pozůstatky hradu jsou od roku 1982 chráněny jako kulturní památka.

## Historie
O hradu se nedochovaly žádné písemné prameny, ale výzkum Antonína Hejny v roce 1970 prokázal původ hradu ve 13. století. V době svého vzniku se nacházel na hranici trutnovského panství se Svídnickým knížectvím.
 Antonín Hejna považoval za stavitele hradu majitele vízmburského nebo stárkovského panství, ale podle Vladimíra Wolfa jej založili Švábenští ze Švábenic.

## Popis
Jednodílný areál hradu má oválný půdorys s rozměry 58 × 34 metrů. Nachází se na strmém hřebínku a ze tří stran jej chrání příkop a val. Val je na jižní straně zdvojený. V severní části stávala u valu dvouprostorová budova s ohništěm, ale její vztah ke hradu je nejasný. Na vnitřní ploše se nacházela rozměrná dřevěná budova postavená na podezdívce z nasucho kladených kamenů.